# Reserva Biológica das Araucárias
A Reserva Biológica das Araucárias é uma reserva biológica brasileira localizada no estado do Paraná. É um dos maiores remanescentes da mata de Araucárias e protege espécies ameaçadas de extinção como o lobo-guará e o macuquinho-do-brejo, e sítios arqueológicos.